# Yasmin Mrabet
Yasmin Katie Mrabet Slack (arabisch ياسمين كاتي مرابط سلاك; * 8. August 1999 in Madrid, Spanien) ist eine marokkanisch-spanische Fußballspielerin.

## Karriere

### Klub
In ihrer Jugend spielte sie schon bei Madrid CFF, von wo sie in der Saison 2015/16 in die B-Mannschaft vorrückte. Nach einiger Zeit kam sie dann auch in der A-Mannschaft zum Einsatz. Diese verließ sie dann schließlich im September 2020, um sich Rayo Vallecano anzuschließen. Seit der Spielzeit 2021/22 ist sie beim FC Levante Las Planas aktiv.

### Nationalmannschaft
Noch bei der U19 lief sie für Spanien auf und nahm hier mit der Mannschaft auch an der U19-Europameisterschaft 2018 teil, wo sie auf zwei Einsätze kam und am Ende mit ihrem Team den Titel gewann. Im Erwachsenen-Bereich gab sie dann aber ihr Debüt für die marokkanische A-Nationalmannschaft, wo sie am 30. November 2021 bei einem 2:0-Sieg über den Senegal erstmals eingesetzt wurde. Mit dieser nahm sie dann auch am Afrika-Cup 2022 teil, hier erzielte sie das Siegtor im Viertelfinale gegen Botswana zum 2:1-Endstand, mit dem sie ihre Mannschaft erstmals für eine Weltmeisterschaft qualifizierte, genauer das Turnier im Jahr 2023. Am Ende erreichte sie mit ihrem Team sogar das Finalspiel, wo man dort jedoch gegen Südafrika unterlag.